# Переходное болото в кварталах 1—3 Большедворского лесничества
Переходное болото в кварталах 1—3 Большедворского лесничества — памятник природы регионального (областного) значения Московской области, который включает ценный в экологическом, научном и эстетическом отношении природный комплекс, а также природные объекты, нуждающиеся в особой охране для сохранения их естественного состояния: места произрастания и обитания редких видов и родов растений, лишайников и животных, занесенных в Красную книгу Московской области.
Памятник природы основан в 1988 году. Местонахождение: Московская область, городской округ Павловский Посад, в 0,2 км к северу от деревни Тарасово. Площадь памятника природы составляет 219,68 га. Памятник природы включает кварталы 3, 5, 10 Больше-Дворского участкового лесничества Ногинского лесничества.

## Описание
Территория памятника природы находится в северо-восточной окраине подмосковной части Мещерской физико-географической провинции на левобережье Клязьмы в зоне распространения слабоволнистых влажных и сырых водно-ледниковых равнин. Кровля дочетвертичного фундамента местности представлена верхнеюрскими песками и глинами. Перепад высот в границах памятника природы незначительный — абсолютные отметки изменяются от 124 м над уровнем моря (урез воды в реке Плотня) до 130 м над уровнем моря (на вершине холма в восточной окраине территории).
Памятник природы включает плоские и слабоволнистые водно-ледниковые равнины с отдельными всхолмлениями и западинами, а также долиной реки Плотни.
Основные поверхности водно-ледниковой равнины сложены песчаными (мелко- и среднезернистыми) водно-ледниковыми отложениями, часто оторфованными. Уклоны поверхностей равнин составляют 1—3°. На восточной границе памятника природы образовано невысокое (до 2—3 м) всхолмление протяженностью 400 м.
На территории памятника природы образовались слабовыраженные в рельефе сырые и заболоченные ложбины и западины. В северо-восточной части территории представлена западина округлой формы, занятая болотом низинно-переходного типа. Диаметр западины составляет 180 м. Для поверхности болота характерен кочковатый нанорельеф с растительными кочками и приствольными повышениями высотой до 0,3—0,4 м.
В границах памятника природы образованы грунтовые дороги на песчаных насыпях с мелиоративными каналами вдоль них, заложенных в западном направлении (в сторону реки Плотни).
Территория памятника природы относится к бассейну реки Клязьмы. Гидрологический сток территории направлен в реку Плотню (левый приток Клязьмы), протекающую вдоль западной границы памятника природы. Русло Плотни спрямлено и канализировано. Ширина русла достигает 8-9 м, глубина — до 0,5—1 м. Течение на многих отрезках реки практически отсутствует, так как русло перегорожено бобровыми плотинами. Превышение поймы Плотни над руслом составляет 0,5—1,5 м.
Река Плотня принимает ряд мелиоративных каналов, проложенных по территории памятника природы. Протяженность каналов в границах памятника природы — 0,5—1 км. Ширина каналов достигает 3—6 м. В южной части территории образован противопожарный копаный обвалованный пруд прямоугольной формы. Длина водоема — 40 м, ширина — 30 м. Южная оконечность территории памятника природы включает также небольшой фрагмент (не более 0,4 га) копаного водоема шириной 110 км.
Почвенный покров территории памятника природы в зависимости от положения в рельефе и увлажнения представлен преимущественно дерново-подзолами, дерново-подзолами глеевыми, подзолами и подзолами глеевыми на водно-ледниковых песчаных отложениях. В переувлажненных ложбинах и западинах встречаются торфяно-подзолы глеевые, перегнойно-глеевые и гумусово-глеевые почвы. На болоте распространены торфяные олиготрофные и торфяные эутрофные почвы.

### Флора и растительность
На территории памятника природы преобладают сосновые, елово-сосновые и сосново-еловые кустарничково-зеленомошные и орляково-зеленомошные с подростом дуба и их производные сосново-елово-березовые леса. В заболоченных понижениях встречаются молиниевые и влажнотравные березняки с ольхой чёрной, ивой пепельной и крушиной.
Леса памятника природы представляют собой высокоствольные сосновые и елово-сосновые кустарничково-зеленомошные леса с обильными зарослями черники. Диаметр стволов сосен составляет 45 см. В елово-сосновых и сосново-еловых лесах ель выходит во второй, реже — первый древесный ярус. Местами в древостое есть примесь березы, повсеместно в подросте встречаются ель, рябина и дуб. В травяном покрове присутствуют типичные таёжные (боровые) виды растений — седмичник европейский, ортилия однобокая, ожика волосистая, майник двулистный, грушанка круглолистная, костяника, вейник тростниковидный, щитовник картузианский. Из зеленых мхов присутствуют обычно плеврозиум Шребера, гилокомиум блестящий, ритидиадельфус трехгранный и виды дикранумов. Имеются участки чернично-зеленомошных и орляково-чернично-зеленомошных чистых сосновых и елово-сосновых лесов. В понижениях среди этих лесов встречаются молиниево-черничные елово-сосновые сообщества, а на повышениях в разреженных сосняках много брусники, ландыша, марьянника лугового, вереска, овсяницы овечьей. Разреженный сосняк с елью бруснично-ландышевый зеленомошный отмечен в южной части памятника природы.
Производные елово-березовые с сосной и елово-сосново-березовые разнотравно-черничные и орляковые леса памятника природы имеют значительный возраст, сосна и ель начинают выходить в первый ярус. В них много подроста рябины, вейника тростниковидного, черники и брусники, марьянников лесного и лугового, щитовника картузианского, вероники лекарственной, золотарника обыкновенного, ландыша майского (местами обилен) и костяники, встречается колокольчик персиколистный (редкий и уязвимый вид, не включенный в Красную книгу Московской области, но нуждающийся на её территории в постоянном наблюдении и контроле). Сосновые леса с обильным подростом рябины и дуба также носят черты антропогенного воздействия (осушения) в прошлом.
Сосново-еловые и еловые с участием сосны вейниково-кустарничково-зеленомошные, чернично-зеленомошные и зеленомошные леса отличаются участием в травяном покрове кислицы обыкновенной, черники, брусники, седмичника европейского и майника. Зеленые таёжные мхи образуют почти сплошной покров, среди них растет редкий вид растений, занесенный в Красную книгу Московской области, — гудайера ползучая. Изредка встречаются орляк, молиния голубая, ландыш майский, линнея северная. Еловые чернично-зеленомошные, нередко с небольшим количеством старых сосен в первом ярусе, обычно вкраплены в елово-сосновые леса памятника природы, а березово-еловые кисличные окружают небольшое лесное болото.
Некоторые еловые леса с малиной, бузиной и рябиной кислично-чернично-травяные в южной части памятника природы (у СНТ «Химик») повреждены короедом-типографом и практически погибли. Рядом с погибшим лесом есть молодой березняк крушиновый щучковый с подростом березы и осины и отдельными елями и березами в первом ярусе.
В понижениях развиты сырые еловые с участием березы, осины, подростом рябины и ели крушиновые молиниевые и орляково-молиниевые с куманикой, щитовником картузианским, костяникой, майником и вербейником обыкновенным сообщества.
На территории памятника природы есть участок сосново-березового леса с елью и вязом гладким во втором ярусе (старые посадки), малиной папоротниково-костянично-вейниковый. Посадки вяза в виде аллеи тянутся и по краю поляны у СНТ «Химик». На старых вырубках сформированы лесокультуры сосны 20—30-летнего возраста. Рядом с вырубками на осушенной в прошлом территории сохранились участки загущенных молодых лесов с естественным возобновлением через подрост березы и ели, пятнами мертвого покрова, зеленых мхов и кислицы.
На крупной зарастающей подростом сосны и березы разнотравно-злаковой поляне обильны вейник наземный, полевица тонкая, встречаются щавель кислый, зверобой продырявленный, ястребинка волосистая (ястребиночка), смолка липкая, земляника лесная, василек луговой.
По долинам небольших ручьев и ложбинам стока есть участки сырых и заболоченных березняков влажнотравно-таволговых с участием ольхи чёрной, кустами ивы пепельной, крапивой двудомной, вербейником обыкновенным, камышом лесным. В заболоченных понижениях развиты молиниевые березняки с куманикой и крушиной ломкой или черноольшаники крапивно-таволговые с кочедыжником женским, хвощем лесным, камышом лесным, политриховыми мхами.
На небольшом влажнотравно-осоковом с ивой пепельной и крушиной ломкой болоте низинно-переходного типа в лесах северной части памятника природы растут группы берез (часть берез погибла), выражены достаточно крупные кочки с зелеными и долгими мхами, черникой и щитовником гребенчатым. Между кочками местами развит сфагновый покров. Кроме осоки пузырчатой здесь встречаются сабельник болотный (местами обилен), вейник сероватый (обилен), таволга вязолистная, шлемник обыкновенный, вербейник обыкновенный, паслен сладко-горький, дербенник иволистный, тростник южный, хвощ речной, щитовник картузианский, лютик ползучий. Северо-восточная часть болота в результате активного антропогенного воздействия заросла крапивой, малиной, бодяком полевым, золотарником гигантским, астрой иволистной.
По краю копаного пруда у СНТ «Химик» растут ивы пепельные, единичные березы. Часть пруда превратилась в низинное хвощевое болото с рогозом широколистным, осокой острой, дербенником иволистным, частухой подорожниковой, подмаренником болотным. В воде пруда обильны водокрас лягушачий и кувшинка белая (редкий и уязвимый вид, не включенный в Красную книгу Московской области, но нуждающийся на её территории в постоянном наблюдении и контроле).
Канализированная река Плотня, протекающая вдоль западной границы территории, отличается обилием ряски малой, водокраса лягушачьего, пузырчатки обыкновенной, встречаются осоки сытевидная, острая и пузырчатая, манник плавающий, рогоз широколистный, ежеголовник всплывший, камыши лесной и укореняющийся, вех ядовитый, ситник развесистый, стрелолист обыкновенный, ситняг болотный, болотник, горец плавающий, частуха подорожниковая, омежник водный, череда трехраздельная, роголистник и рдест. На ветвях ольхи чёрной, растущей по берегу Плотни, очень редко встречается занесенный в Красную книгу Московской области лишайник рода уснея.

### Фауна
Видовой состав фауны позвоночных животных памятника природы типичен для сосновых и смешанных лесов севера Московской области. На территории памятника природы отмечено обитание 45 видов наземных позвоночных животных, из них 40 видов птиц и 5 видов млекопитающих.
Основу фаунистического комплекса наземных позвоночных животных составляют виды, характерные для лесной зоны средней полосы европейской России.
В пределах памятника природы выделяется три основных зоокомплекса (зооформации): лесная зооформация, зооформация экотонных опушечных местообитаний и зооформация водных и околоводных местообитаний.
Леса занимают практически всю площадь памятника природы. В большинстве случаев это сухие высокоствольные сосновые, елово-сосновые и еловые леса с обильными зарослями брусники и черники, по долинам небольших ручьев и низинам произрастают сыроватые березняки. Из млекопитающих лесной зооформации здесь обитают крот, лисица, заяц-беляк, белка. Из птиц характерны канюк, рябчик, обыкновенная кукушка, желна, большой пестрый дятел, иволга, ворон, сойка, крапивник, речной сверчок, пеночка-весничка, пеночка-теньковка, пеночка-трещотка, пересмешка, славка-черноголовка, садовая славка, желтоголовый королек, мухоловка-пеструшка, серая мухоловка, малая мухоловка, зарянка, соловей, чёрный дрозд, певчий дрозд, белобровик, длиннохвостая синица, пухляк, московка, хохлатая синица (редкий и уязвимый вид, не включенный в Красную книгу Московской области, но нуждающийся на её территории в постоянном наблюдении и контроле), большая синица, обыкновенная лазоревка, поползень, зяблик, чиж.
Опушечные местообитания занимают незначительную площадь, поскольку границы памятника природы проходят главным образом внутри лесного массива. Это небольшие лесные поляны, вырубки, лесные дороги. Из птиц характерными представителями данного типа местообитаний служит лесной конек, который заходит в том числе и вглубь светлых сосновых лесов, серая славка, рябинник, обыкновенная овсянка. Из насекомых здесь отмечены разнообразные бабочки семейств Нимфалид (большая лесная перламутровка и другие перламутровки), Бархатниц (сенница-памфил, воловий глаз и др.) и Голубянок (червонец огненный, червонец бурый (вид, занесенный в Красную книгу Московской области), икар и другие).
Водные и околоводные местообитания представлены рекой Плотней со спрямленным руслом, перегороженным бобровыми плотинами. Кроме того, местообитания данного типа представлены мелиоративными канавами (в большинстве случаев высохшими) и небольшим низинно-переходным болотом в восточной оконечности квартала 3 Больше-Дворского участкового лесничества Ногинского лесничества. Из млекопитающих данной зооформации на территории памятника природы обитает бобр, из птиц — белая трясогузка; отмечается также кряква, но, по-видимому, не гнездится.

## Объекты особой охраны памятника природы
Охраняемые экосистемы: сосновые и елово-сосновые кустарничково-зеленомошные и орляково-зеленомошные леса с подростом дуба и их производные елово-березовые с сосной и елово-сосново-березовые разнотравно-черничные и орляковые леса; сосново-еловые и еловые с участием сосны вейниково-кустарничково-зеленомошные, чернично-зеленомошные и зеленомошные леса; сырые еловые с участием березы, осины, подростом рябины и ели крушиновые молиниевые и орляково-молиниевые участки леса; сырые и заболоченные березняки влажнотравно-таволговые с участием ольхи чёрной и ивы пепельной леса, прибрежно-водная растительность реки Плотни.
Места произрастания и обитания охраняемых в Московской области, а также иных редких и уязвимых видов растений, лишайников и животных, зафиксированных на территории памятника природы, перечисленных ниже.
Охраняемые в Московской области, а также иные редкие и уязвимые виды растений:
- виды, занесенные в Красную книгу Московской области: гудайера ползучая;
- виды, являющиеся редкими и уязвимыми таксонами, не включенные в Красную книгу Московской области, но нуждающиеся на территории области в постоянном контроле и наблюдении: кувшинка белоснежная, колокольчик персиколистный.

Охраняемые в Московской области, а также иные редкие и уязвимые виды и роды лишайников (роды, занесенные в Красную книгу Московской области): лишайник рода уснея.
Охраняемые в Московской области, а также иные редкие и уязвимые виды животных:
- виды, занесенные в Красную книгу Московской области: червонец бурый;
- виды, являющиеся редкими и уязвимыми таксонами, не включенные в Красную книгу Московской области, но нуждающиеся на территории области в постоянном контроле и наблюдении: хохлатая синица.